# Sevan FC
Football Club Sevan eller FC Sevan (armensk: Սևան Ֆորտբոլային Ակումբ) er en armensk fodboldklub fra Sevan, der blev dannet i 2018.

## Historiske slutplaceringer
| Sæson   | Niveau | Liga           | Placering | Kilde       |
| ------- | ------ | -------------- | --------- | ----------- |
| 2018-19 | 2.     | 1. liga        | 1.        | [ 1 ]       |
| 2019-20 | 2.     | 1. liga        | 7.        | [ 2 ]       |
| 2020-21 | 2.     | 1. liga        | 1.        | [ 3 ] [ 4 ] |
| 2021-22 | 1.     | Premier League | x.        | [ 5 ] [ 6 ] |

## Nuværende trup
Pr. 6. september 2021.
| Nr. | Land      | Position | Spiller           |
| --- | --------- | -------- | ----------------- |
| 1   | Serbien   | MM       | Marko Drobnjak    |
| 2   | Armenien  | FO       | Artur Danielyan   |
| 3   | Armenien  | FO       | Artur Kartashyan  |
| 4   | Armenien  | MI       | Davit Ayvazyan    |
| 5   | Armenien  | FO       | Vahe Muradyan     |
| 6   | Armenien  | MI       | Narek Aslanyan    |
| 7   | Nigeria   | AN       | Olaoluwa Ojetunde |
| 8   | Brasilien | MI       | André Mensalão    |
| 9   | Armenien  | AN       | Mher Sahakyan     |
| 10  | Armenien  | AN       | Ghukas Poghosyan  |
| 14  | Gambia    | FO       | Ebrima Jatta      |
| 15  | Nigeria   | MI       | Isah Aliyu        |

| Nr. | Land           | Position | Spiller          |
| --- | -------------- | -------- | ---------------- |
| 17  | Nigeria        | AN       | Ibrahim Abubakar |
| 18  | Nordmakedonien | MI       | Filip Duranski   |
| 19  | Nigeria        | AN       | Bernard Ovoke    |
| 21  | Armenien       | FO       | Artur Avagyan    |
| 22  | Haiti          | MI       | Bicou Bissainthe |
| 25  | Kasakhstan     | FO       | Timur Rudoselsky |
| 28  | Brasilien      | AN       | Claudir          |
| 33  | Armenien       | MM       | Suren Aloyan     |
| 40  | Brasilien      | FO       | Luiz Matheus     |
| 65  | Portugal       | MM       | Diogo Figueiredo |
| 77  | Gambia         | MI       | Babou Cham       |